# Blumenthal (Gemeinde Zistersdorf)
Blumenthal ist eine Ortschaft und eine Katastralgemeinde der Gemeinde Zistersdorf im Bezirk Gänserndorf in Niederösterreich. Die Ortschaft hat 151 Einwohner (Stand 1. Jänner 2024). Bis Ende 1971 war Blumenthal eine eigenständige Gemeinde.

## Geografie
Das Dorf liegt südwestlich von Zistersdorf im Hügelland des Weinviertels und wird von der Landesstraße L 3026 erschlossen. Im Ort entspringt der Geisleitenbach, der über Loidesthal abfließt und bei Götzendorf in den Sulzbach mündet.

## Geschichte
Im Jahr 1822 wurde der Ort als Dorf mit 62 Häusern genannt, das nach Obersulz eingepfarrt war, die Kinder aber im Ort eingeschult wurden. Die Herrschaft Wilfersdorf besaß die Ortsobrigkeit, übte die Landgerichtsbarkeit aus und besorgte die Konskription.
Laut Adressbuch von Österreich waren im Jahr 1938 in der Ortsgemeinde Blumenthal vier Fuhrwerker, zwei Gastwirte, zwei Gemischtwarenhändler, eine Milchgenossenschaft, ein Sattler, ein Schmied, zwei Schuster, ein Tischler und ein Viktualienhändler ansässig.
Mit 1. Jänner 1972 wurden im Zuge der Niederösterreichischen Kommunalstrukturverbesserung die bis dahin selbständigen Gemeinden Blumenthal, Gaiselberg, Gösting, Großinzersdorf, Loidesthal, Maustrenk, Windisch Baumgarten und Zistersdorf zu Zistersdorf fusioniert.

## Sehenswürdigkeiten
- Filialkirche St. Urban in Blumenthal, 1972 erbaut durch Erwin Plevan